# Ле-Брёй (Алье)
Ле-Брёй (фр. Le Breuil) — коммуна во Франции, находится в регионе Овернь. Департамент коммуны — Алье. Входит в состав кантона Лапалис. Округ коммуны — Виши.
Код INSEE коммуны — 03042.

## Население
Население коммуны на 2008 год составляло 545 человек.
| 1962 | 1968 | 1975 | 1982 | 1990 | 1999 | 2008 |
| ---- | ---- | ---- | ---- | ---- | ---- | ---- |
| 674  | 805  | 680  | 613  | 571  | 553  | 545  |

## Экономика
В 2007 году среди 319 человек в трудоспособном возрасте (15—64 лет) 220 были экономически активными, 99 — неактивными (показатель активности — 69,0 %, в 1999 году было 66,1 %). Из 220 активных работали 191 человек (110 мужчин и 81 женщина), безработных было 29 (12 мужчин и 17 женщин). Среди 99 неактивных 25 человек были учениками или студентами, 39 — пенсионерами, 35 были неактивными по другим причинам.

## Достопримечательности
- Романская часовня XII века
- Церковь Сен-Блез, построенная в 1911 году на пожертвования жителей
- Музей мукомольного дела и мельница 1825 года